# Josep Poch i Garriga
Josep Poch i Garriga, conegut com a "Mestre Poch" (Martorell, Baix Llobregat, 14 de març de 1914 - Barcelona, Barcelonès, 5 d'abril de 2017) fou un músic, compositor i pedagog musical català.